# Бенавенте-и-Мартинес, Хасинто
Хаси́нто Бенаве́нте-и-Марти́нес (исп. Jacinto Benavente y Martínez; 12 августа 1866 — 14 июля 1954) — испанский драматург «поколения 98 года», лауреат Нобелевской премии по литературе 1922 года «За блестящее мастерство, с которым он продолжил славные традиции испанской драмы».

## Биография
Родился 12 августа 1866 года в Мадриде в семье врача-педиатра, Мариано Бенавенте (исп.), и его жены, Венансии Маринес. Семья была очень образована и достаточно богата. Его отец любил театр и имел хорошую домашнюю библиотеку, лечил многих известных людей того времени. До 16 лет Хасинто уже знал несколько языков и участвовал в самодеятельности. В 1882 году поступил в университет Мадрида изучать юриспруденцию. Через два года после смерти отца оставил университет. Вёл безбедную жизнь и был членом того буржуазного общества, которое изображал в большинстве своих пьес. Совершил путешествия по Англии, Франции и России. Вернувшись в Испанию, занимался организацией цирка, но затем посвятил себя театру.
Первый сборник пьес Бенавенте вышел в 1892 году, первая постановка состоялась спустя два года. В 1899 году под руководством драматурга открылся «Художественный театр в Мадриде. В этом же году стал редактором журнала Литературная жизнь», который возвещал идеи «поколения 1898 года».
С 1908 по 1912 год вёл рубрику в газете «Беспристрастный» и занимался литературной критикой.
В 1912 году драматург был избран в Королевскую академию испанского языка, а спустя шесть лет — в парламент.
В 1920 году стал режиссёром мадридского театра «Эспаньол» и баллотируется депутатом в парламент страны, но терпит неудачу.
Награждение Нобелевской премией 1922 года застало писателя в США, где он читал лекции.
В 1924 году стал почётным гражданином Мадрида.
В 1933 году Бенавенте участвовал в создании Ассоциации друзей Советского Союза и даже написал пьесу из жизни русских революционеров. Во время Гражданской войны оставался на республиканской стороне, после победы Франко уехал в Аргентину, но спустя несколько лет вернулся и стал поддерживать новый режим.
В 1944 году награждён наиболее престижной премией Испании — Большим крестом ордена Альфонсо Мудрого.
Бенавенте не был женат. Хотя ходили слухи о его юношеском романе с гимнасткой, современные исследователи склоняются к версии о гомосексуальности писателя.

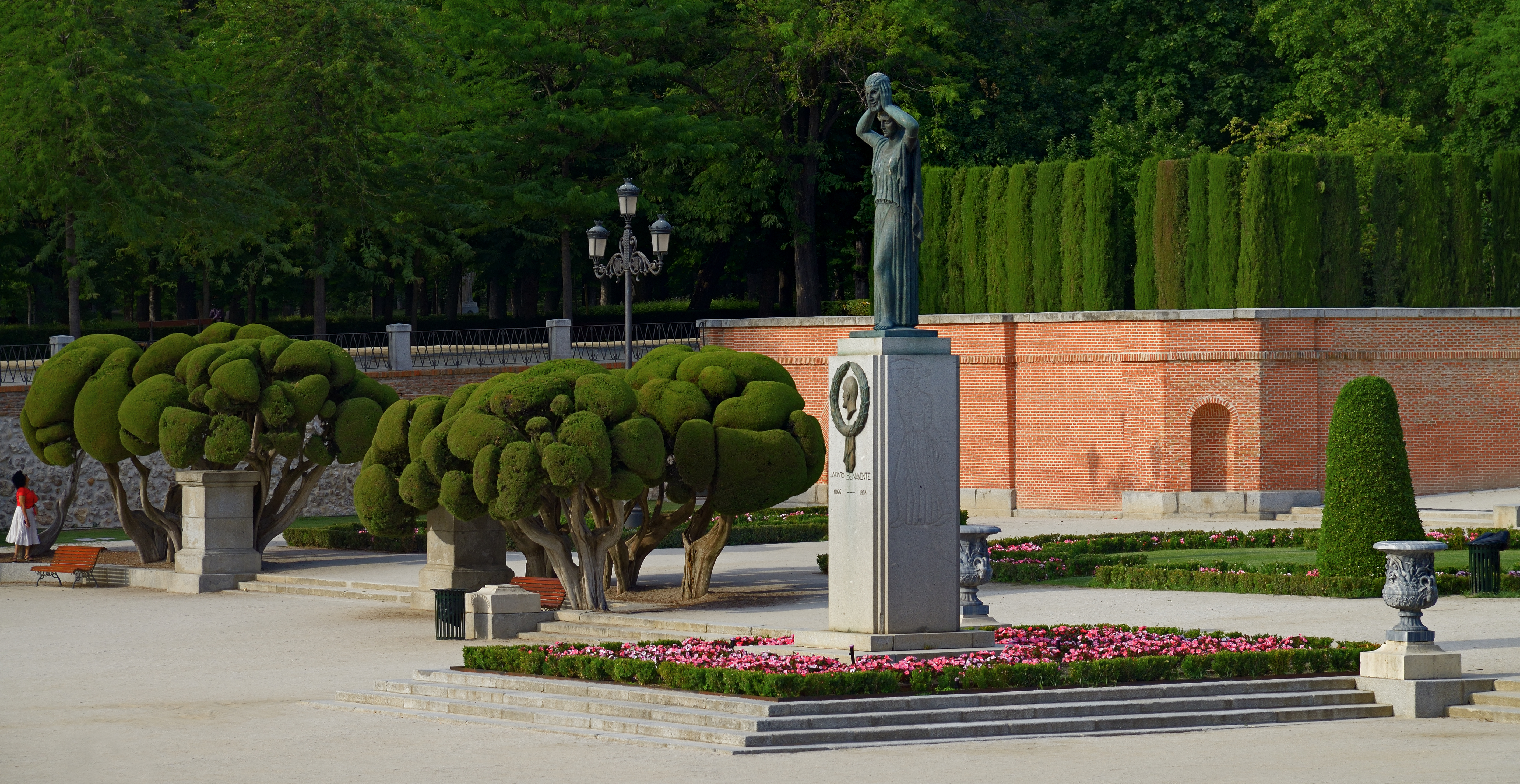
Памятник в парке Буэн-Ретиро. Работа скульптора В. Мачо

Бенавенте умер 14 июля 1954 в Мадриде в возрасте 88 лет, написав и поставив на сцене 172 пьесы. В мадридском парке Буэн-Ретиро ему поставлен памятник.

## Творчество
В своих пьесах Бенавенте отверг романтическое наследие Эчегерая и, подобно А. П. Чехову, описывал непримечательную жизнь обычных людей. Наиболее известное произведение — «Игра интересов» — создано под влиянием комедии дель арте.
В 1892 году Бенавенте опубликовал свою первую работу «Фантастический театр», восемь коротких зарисовок, написаны на основе снов и фантазий. В том же году написал сборник поэзий «Versos» и произведение в прозе «Cartas de mujeres» (Письма от женщин), в котором он исследует поведение женщин, показывая при этом, что предпочитает женщин-главных героинь. При этом во всех его пьесах только женщины обладаю характером, а не мужчины, которые кажутся слабыми на их фоне.
В 1894 была поставлена на сцене первая пьеса Бенавенте «El nido ajeno» (Чужое гнездо). Его драматическая манера контрастирует с красноречивым стилем Хосе Эчегарая. Бенавенте заменяет действие мастерским диалогом и показывает социальную и моральную обстановку с развитием пьесы. Откидая традиционное понятие чести он больше сосредотачивает внимание на мыслях и чувствах главной героини.
Первая пьеса не принесла признание автору, но вторая «Gente conocida» (Известные люди) (1896) принесла успех Бенавенте. Испанцам понравились инновации Бенавенте, и с 1896 по 1907 он поставил 53 пьесы. Среди них были «La gobernadora» (1901; Губернаторша), о коррумпированной провинциальной власти; «La noche del sábado» (1903; Субботний вечер), аллегорическая пьеса, соединяющая элементы повести и драмы. В пьесе «La princesa Bebe» (1906; Принцесса Бебе) в сатирической форме противопоставляются аристократические и демократические идеалы; «Los malhechores del bien» (1905; Злые умысли добра), жёсткая сатира на высокомерие некоторых «добропорядочных дам»; и «Los intereses creados» (1907; Игра интересов) пессимистическое исследование человеческого поведения, что считается шедевром Бенавенте. В этой пьесе главные герои — куклы, которые действуют в собственных интересах, соединяя благородные порывы с примитивными желаниями, так что последние становятся основными. Сюжет повествует о слуге Криспине, который пытается сосватать богатую девушку для своего хозяина. Таким образом, он выступает в образе кукольника, которому подчиняются марионетки.
Как эта пьеса, так и «La malquerida» (1913; Страстотерпица), сельская трагедия в классическом натуралистическом и психологическом стиле о любви мужчины и его падчерицы, принесли всемирную славу Бенавенте и сыграли большую роль в награждении его Нобелевской премией.

## Основные работы
- Rosas de otoño (1905).
- Los Intereses creados (1907).
- Señora ama (1908).
- El Nietecito (1910).
- La malquerida (1913).

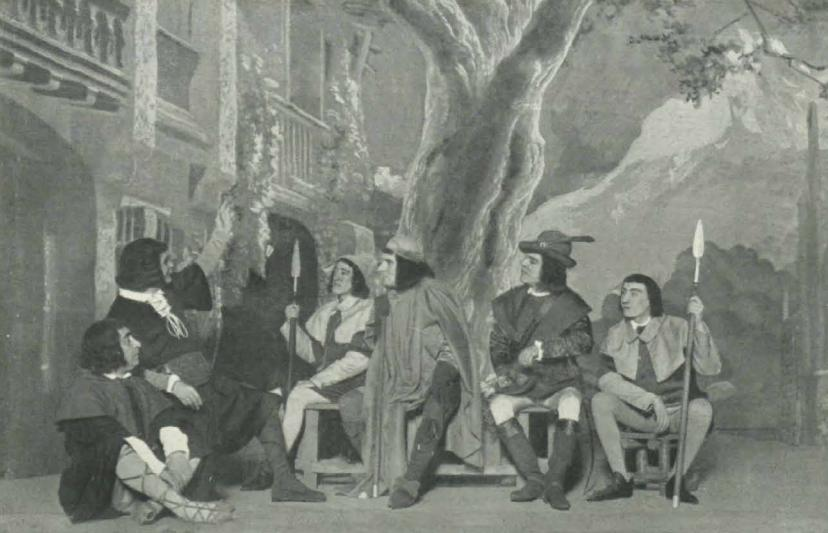
Сцена из комедии «Игра интересов»

- La ciudad alegre y confiada (1916).
- Campo de armiño (1916).
- Lecciones de buen amor (1924).
- La mariposa que voló sobre el mar (1926).
- Pepa Doncel (1928).
- Vidas cruzadas (1929).
- Aves y pájaros (1940).
- La honradez de la cerradura (1942).
- La infanzona (1945).
- Titania (1946).
- La infanzona (1947).
- Abdicación (1948).
- Ha llegado Don Juan (1952).
- El alfiler en la boca (1954).